# Hans von Gemmingen (erw. 1259)
Hans von Gemmingen (erwähnt 1259) war kaiserlicher Vogt von Sinsheim und gilt als der älteste gesicherte Vorfahre der Freiherren von Gemmingen.

## Geschichte
Noch bis ins 19. Jahrhundert gab es Versuche, die Genealogie der Freiherren von Gemmingen bis in die Zeit der Römer oder bis zu den Alamannen zurückzuverfolgen. Aus der Römerzeit hat ein römischer Offizier namens Geminus als Stammvater herhalten müssen, den alamannischen Ursprung hat man aus dem Ortsnamen Gemmingen geschlossen. Für das frühe Mittelalter zog man Turnierbücher heran, die sich später jedoch häufig als Phantasieprodukte erwiesen haben. Gleichwohl hat bereits Reinhard von Gemmingen, genannt der Gelehrte, in seiner 1631 fertiggestellten Familienchronik diese Vorfahren aus der urkundenlosen Zeit abgelehnt und auch den Gehalt der älteren Turnierbücher bezweifelt. Er beruft sich in seiner Familienchronik im Wesentlichen auf Urkunden des Mittelalters und der Frühen Neuzeit und benennt Hans von Gemmingen, der 1259 kaiserlicher Vogt in Sinsheim war, als ersten sicher urkundlich belegten Stammvater des Geschlechts. Möglicherweise ist dieser Hans identisch mit demjenigen, der 1235 am Turnier in Würzburg teilgenommen haben soll.
Über das Leben des Hans von Gemmingen ist nur wenig bekannt. Er hat einige Häuser in Sinsheim und einen Anteil an Hoffenheim erworben, ferner Güter in Hilsbach und Waibstadt sowie den sechsten Teil von Michelfeld. Er war mit einer Frau aus dem Geschlecht der Herren von Helmstatt verheiratet, die Zehntrechte und Gefälle in Bischofsheim mit in die Ehe brachte. Die Bischofsheimer Rechte wurden von Hans’ Nachkommen wieder an die Familie von Helmstatt verkauft.
Wo und wann Hans von Gemmingen starb, ist nicht überliefert. Er wurde in Gemmingen beigesetzt. Reinhard von Gemmingen hat im 17. Jahrhundert seinen Grabstein noch gesehen und las darauf Johannes.
Als Söhne von Hans von Gemmingen gelten Albrecht, Dieter und Schweiker. Von Albrecht stammen die heute noch blühenden Familienstämme Guttenberg und Hornberg ab. Dieter und Schweiker begründeten eigene Familienlinien, die im 16. Jahrhundert erloschen sind.